# Viscum itrafanaombense
Viscum itrafanaombense är en sandelträdsväxtart som beskrevs av Simone Balle. Viscum itrafanaombense ingår i släktet mistlar, och familjen sandelträdsväxter. Inga underarter finns listade i Catalogue of Life.